# دونگی ریبنیک
دونگی ریبنیک (به لاتین: Donji Ribnik) یک منطقهٔ مسکونی در بوسنی و هرزگوین است که در Ribnik, Bosnia and Herzegovina واقع شده‌است.